# Rheinburgenweg

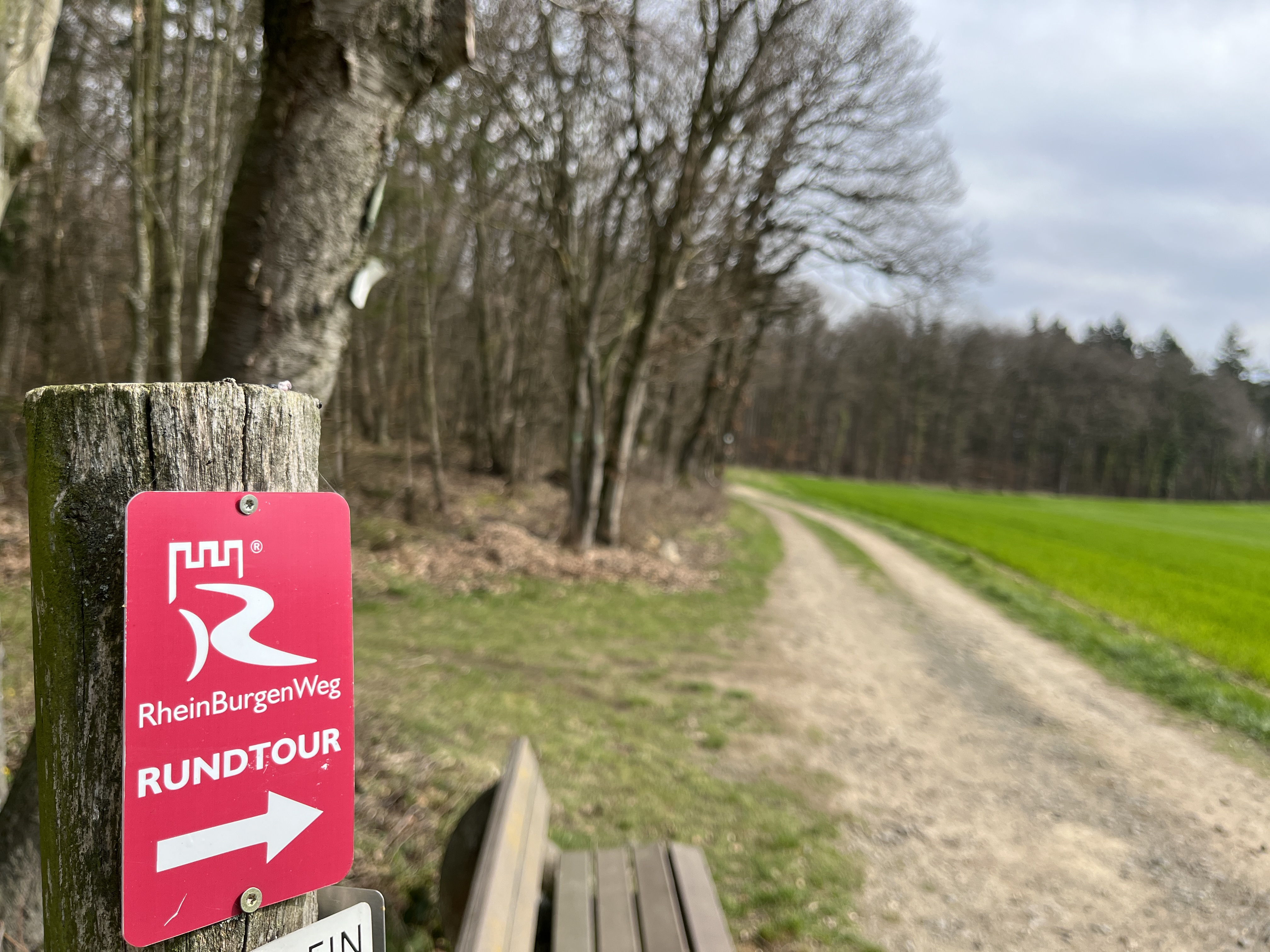
Beispiel für lokale Rundwege am Fernwanderweg

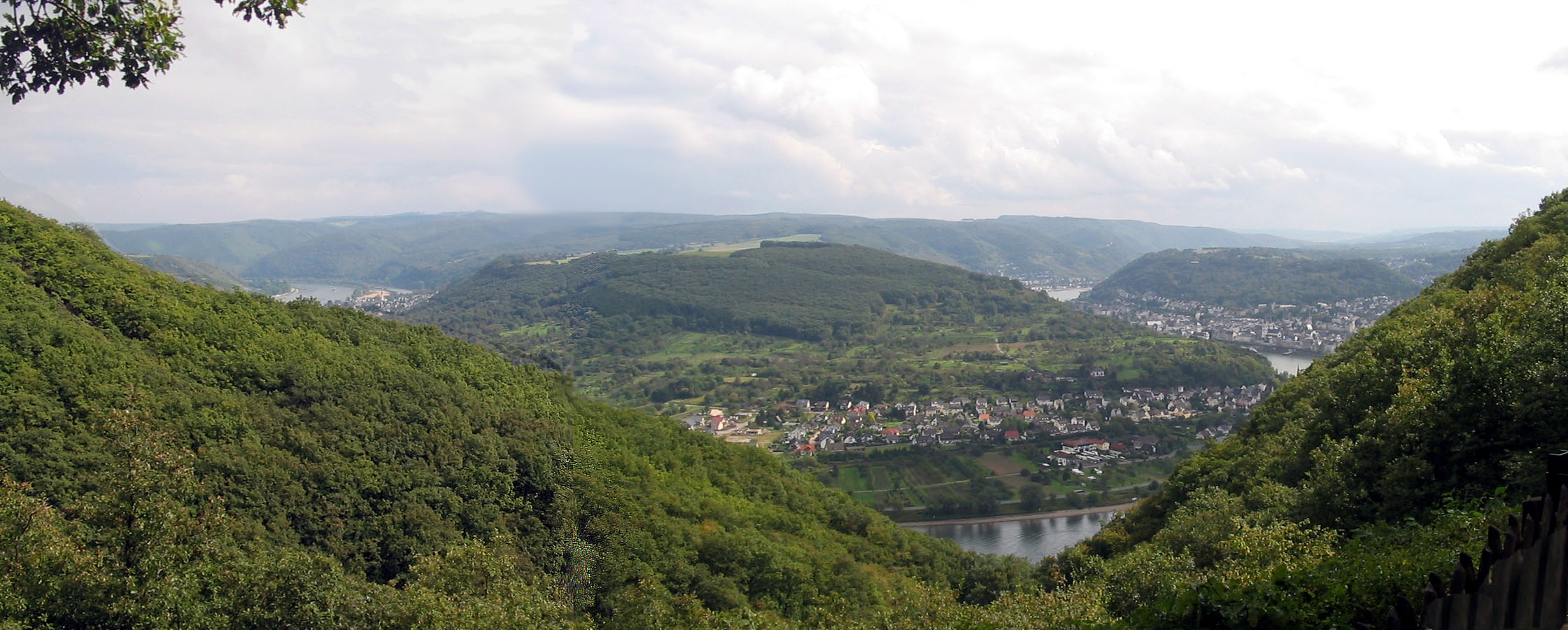
Beispiel für einen linksrheinischen Aussichtspunkt: Der „Vierseenblick“ bei Boppard

Der Rheinburgenweg (früher: Rheinburgen-Wanderweg) ist ein Fernwanderweg auf der linken Seite des Rheins im Welterbe Oberes Mittelrheintal von Bingen am Rhein über Koblenz bis zum Rolandsbogen in Remagen. Nach einer grundlegenden Überarbeitung der Wegeführung im Jahr 2010 hat der Weg eine Gesamtlänge von ca. 196 km. Er ist das Gegenstück zum Rheinsteig, der rechtsrheinisch von Bonn nach Wiesbaden führt.
Die ursprüngliche Version des Rheinburgenwegs ging auf Planungen vor der Eröffnung des Rheinsteigs zurück und bestand auf beiden Rheinseiten. Der frühere rechtsrheinische Teil von Bendorf-Sayn bis Rüdesheim war weitgehend mit dem Rheinsteig identisch und wurde am 24. August 2004 eröffnet. Im August 2006 wurde der linksrheinische Teil von Koblenz bis Bingen eröffnet.
Der Rheinburgenweg wurde im Jahr 2010 komplett nach den Kriterien des „Qualitätswegs Wanderbares Deutschland“ des Verbands Deutscher Gebirgs- und Wandervereine überarbeitet. Er führt nun über etwa 196 km zu gut 20 Schlössern, Burgen, Burgruinen, Festungen und vielen weiteren Sehenswürdigkeiten, wie dem Geysir Andernach. Dabei führt er durch das UNESCO-Welterbe Oberes Mittelrheintal. Zugleich bietet er viele Ausblicke auf die rechte Rheinseite mit ihren Wehranlagen und weiteren Höhepunkten wie der Loreley.

## Wegmarkierungen
Signet des Rheinburgenwegs ist ein zinnenbekrönter Buchstabe R. Im R ist der Wanderweg auf der linken Rheinseite visualisiert. Beim Rheinburgenweg gibt es drei unterschiedliche Typen der Wegmarkierung:
- Die Wegmarkierung des Hauptweges ist rot auf weißem Grund,
- Zuwege hingegen gelb auf weißem Grund.
- Ergänzend gibt es lokale Rundwege auf rotem Grund (wie etwa die Rundtour in Remagen).

## Charakteristik
Der Weg ermöglicht die Erkundung von mehr als 3.000 Jahren Geschichte des Wehr- und Schutzbaus am Mittelrhein. Sie beginnt mit vorgeschichtlichen Befestigungen am Dicktberg bei Brohl, auf dem Dommelberg bei Koblenz, dem Vorgänger der Feste Ehrenbreitstein und Befestigungen auf dem Hühnerberg über St. Goarshausen. Reste des römischen Limes wie der Kastellmauer von Boppard oder die gut erhaltene Römerstraße oberhalb Bacharach spiegeln die spätrömische Zeit. Die vielfältige Burgenlandschaft, geprägt von vielen Wiederaufbauten des 19. und frühen 20. Jahrhunderts, die wie Schloss Stolzenfels, Burg Sooneck und Burg Rheinstein Zeugnisse der Romantik sind, ist Hauptbezugspunkt des Weges, der auch die letzten Ruinen und die nie zerstörten Burgen Pfalzgrafenstein und Marksburg berührt. Die Feste Ehrenbreitstein in Koblenz und die Feste Rheinfels über St. Goar stehen für den Festungsbau der Neuzeit. Am Weg liegen auch die umfassend erhaltenen mittelalterlichen Stadtmauern von Rhens, Oberwesel und Bacharach.
Neben den Wehrbauten erschließt der Rheinburgenweg die Kulturlandschaft mit ihren Weinbergen und zum Teil fast mediterran geprägten Biotopen in den ehemaligen Weinbergslagen.

## Streckenverlauf
Obwohl der Rheinburgenweg weniger sportlich ausgelegt ist als der Rheinsteig, führt er auf seinen landschaftlich reizvollen Wegen, oft hoch oben auf den Rheinhöhen, linksrheinisch auch zum Teil über alpine Pfade. Zusätzlich verfügt er im Bopparder Hamm mit dem Mittelrhein-Klettersteig und bei Oberwesel mit dem Oelsbergsteig über zwei sehr anspruchsvolle Klettersteige als Weg-Alternativen für geübte Bergwanderer. Der Rheinburgenweg bietet im Gegensatz zum rechtsrheinischen Rheinsteig durch seine Führung am Rande der Hochflächen einen Zugang zu den schönsten Aussichtspunkten wie dem Vierseenblick bei Boppard, Burg Rheinfels, Loreleyblick Maria Ruh in Urbar, Sieben-Jungfrauen-Blick („Günderode-Haus“) über Oberwesel u. a. und führt durch die wichtigsten Orte (Bacharach, Oberwesel, St. Goar, Boppard).
Im Gegensatz zum Rheinsteig ist der Rheinburgenweg nicht einheitlich erstellt worden. Es gibt wegen der kommunalen Zuständigkeit eine sehr unterschiedliche Anbringung der Markierungen, die oft spärlich und manchmal sogar etwas versteckt sind. Die Wegeführung ist jedoch vorwiegend ausreichend markiert und notfalls auch ohne Anleitung, Karte, Bücher, GPS etc. gut zu bewältigen, wobei eine Karte die Orientierung sehr erleichtert.
Optimal ist die Erreichbarkeit und die Anbindung an Bahnhöfe (Rückreise, Tagesetappen). Die Auto-Fähren Boppard, St. Goar-St. Goarshausen, Kaub-Engelsburg, Niederheimbach-Lorch und Bingen-Rüdesheim bieten die Möglichkeit, vom Rheinsteig auf den Rheinburgenweg zu wechseln und umgekehrt.
Strecke des Rheinburgenwanderweges:
Bingen–Trechtingshausen–Niederheimbach–Bacharach–St. Goar–Urbar–Oberwesel–Bad Salzig–Boppard–Koblenz-Winningen-Andernach-Bad Breisig-Sinzig-Remagen-Rolandsbogen
In Boppard mündet der 410 km lange Saar-Hunsrück-Steig, der von der Grenze zu Luxemburg durchs Saarland und Rheinland-Pfalz führt, auf den Rheinburgenweg.

## Karten
- Rheinsteig. Topographische Freizeitkarte 1 : 50000. Herausgeber: Landesamt für Vermessung und Geobasisinformation Rheinland-Pfalz, Hessisches Landesamt für Bodenmanagement und Geoinformation, Landesvermessungsamt Nordrhein-Westfalen in Zusammenarbeit mit dem Projektbüro Rheinsteig. 3. Auflage. Koblenz: Landesamt für Vermessung und Geobasisinformation Rheinland-Pfalz 2009, ISBN 978-3-89637-369-4.
- RheinWandern. Rheinsteig/RheinBurgenWeg. Nord. Topographische Karte 1 : 25000 mit Wander- und Radwanderwegen. Hrsg.: Landesamt für Vermessung und Geobasisinformation Rheinland-Pfalz in Zusammenarbeit mit: Romantischer Rhein Tourismus GmbH. – Koblenz: Landesamt für Vermessung und Geobasisinformation Rheinland-Pfalz 2011, ISBN 978-3-89637-388-5.
- UNESCO-Welterbe Oberes Mittelrheintal. Topographische Freizeitkarte 1 : 25000. Gemeinschaftlich hrsg. vom Landesamt für Vermessung und Geobasisinformation Rheinland-Pfalz und dem Hessischen Landesamt für Bodenmanagement und Geoinformation. 3. Auflage. Koblenz: Landesamt für Vermessung und Geobasisinformation Rheinland-Pfalz 2008. (Set aus drei Karten: Koblenz – Loreley – Rüdesheim/Bingen.) ISBN 3-89637-363-3, ISBN 3-89637-364-1, ISBN 3-89637-365-X.
- Leporello "RheinBurgenWeg" Tipps für das Genuß- und Kulturwandern (2007): Klassischer Leporello (Überblick) mit Toureneintrag des linksrheinischen RheinBurgenWegs und Tipps. Kostenlos am Rheinburgenweg erhältlich.